# Чжао Мэнцзянь
Чжа́о Мэнцзя́нь (кит. трад. 趙孟堅, упр. 赵孟坚, пиньинь Zhào Mèngjiān, 1199—1295) — китайский художник, государственный служащий эпохи Южной Сун.

## Жизнеописание
Происходил из императорской семьи Чжао, которая правила империей Сун. Родился в уезде Хайянь (на территории современной провинции Чжэцзян). В 1226 году сдал императорский экзамен и получил высшую учёную степень цзиньши. Сначала служил в администрации Хучжоу, позднее был назначен судьёй области Яньчжоу. На этом посту он оставался до конца жизни. Умер в 1295 году.

## Творчество
Он был мастером в изображении нарциссов, слив, орхидей, бамбука и скал, но нарциссы удавались ему лучше всего. Его причисляют к группе так называемых «Три друга зимы» — художников и поэтов, которые воспевали или изображали художественную композицию сливы, бамбук и сосны в зимний период. Все картины написаны монохромной техникой с использованием чёрной краски. Одним из наиболее известных произведений Чжао Менцзяня являются «Нарциссы»; картина хранится в Тяньцзинском музее.